# Шкалско језеро
Шкалско језеро је вештачко језеро у Словенији, покрај Велења у Шалешкој долини.

## Географске карактеристике
То је најмање и најстарије од три вештачка језера које чине групу Шалешких језера. Настало је пре Другог светског рата слегањем тла, на месту старих јама Велењског рудника угља и било је за половину мање од данашњег. Налази се на северозападној периферији Велења, у поречју реке Лепене на надмоској висини од 372 метра што је за 6 метара више од Велењског, 12 од Дружмирског језера. Максимална дубина износи 19 метара, а просечна 5,6 м., 
док му је површина само 16 хектара (0,16 км²).